# Mike Hollifield
Mike Hollifield là một cầu thủ bóng đá từng thi đấu ở vị trí hậu vệ tại Football League cho Wolverhampton Wanderers, Hull City và Tranmere Rovers.